# Agathosma thymifolia
Agathosma thymifolia là một loài thực vật có hoa trong họ Cửu lý hương. Loài này được Schltdl. mô tả khoa học đầu tiên năm 1830.